# 2014年香港電影作品列表

## 香港上映電影列表（華語）
- ^ e. 表示該電影於香港曾於2013年限量上映，並於2014年正式上映，限量上映日期可參看2013年電影列表。

| 日期     | 日期 | 片名                                  | 英文片名 | 導演            | 主演                                                                           |
| -------- | ---- | ------------------------------------- | -------- | --------------- | ------------------------------------------------------------------------------ |
| 一 月    | 2    | 救火英雄                              |          | 郭子健          | 余文樂、謝霆鋒、任達華、胡軍、陳偉霆、安志、吳浩康                             |
| 一 月    | 2    | 喜愛夜蒲3                             |          | 錢國偉          | 陳柏宇、何佩瑜、雨僑、林德信、許亦妮                                           |
| 一 月    | 6    | 一個複雜故事                          |          | 周冠威          | 張學友、朱芷瑩、車婉婉、葉德嫻、盧海鵬                                         |
| 一 月    | 10   | 惡戰                                  |          | 黃精甫          | 伍允龍、安志、胡然、毛俊傑、洪金寶、蔣璐霞、陳觀泰、袁祥仁、馮克安             |
| 一 月    | 16   | 控城計                                |          | 畢國智          | 吳彥祖、姚晨、任達華、戴立忍、惠英紅、孫佳君                                   |
| 一 月    | 16   | 警察故事2013                          |          | 丁晟            | 成龍、黃渤、劉燁、景甜、張藍心、鄭曉寧、王志飛                                 |
| 一 月    | 23   | 私人訂制                              |          | 馮小剛          | 葛優、白百何、李小璐、鄭愷、范偉、宋丹丹、李誠儒                               |
| 一 月    | 23   | 臨終囧事                              |          | 錢江漢          | 詹瑞文、文詠珊、包貝爾、馮淬帆                                                 |
| 一 月    | 28   | 六福喜事                              |          | 谷德昭          | 黃百鳴、曾志偉、吳君如、鄭中基、薛凱琪、吳千語、林德信、熊黛林、于波           |
| 一 月    | 30   | 金雞SSS                               |          | 鄒凱光          | 吳君如、張家輝、王菀之等                                                       |
| 一 月    | 30   | 賭城風雲                              |          | 王晶            | 周潤發、謝霆鋒、杜汶澤、景甜、許紹雄、張晉、沈震軒、童菲、伍允龍               |
| 一 月    | 30   | 西游記之大鬧天宮                      |          | 鄭保瑞          | 甄子丹、周潤發、郭富城、何潤東、海一天、夏梓桐、陳喬恩、陳慧琳、梁詠琪、張梓琳 |
| 一 月    | 30   | 喜羊羊與灰太狼6之飛馬奇遇記           |          | 簡耀宗          | 動畫片                                                                         |
| 二 月    |      | -                                     | -        | -               | -                                                                              |
| 三 月    | 6    | 甜蜜殺機                              |          | 連奕琦          | 蘇有朋、林依晨、雷洪、郎祖筠、吳中天、馬念先、高盟傑、阿KEN                    |
| 三 月    | 6    | 怪談電影：屍骸之路                    |          | 陳達年          |                                                                                |
| 三 月    | 6    | 愛不難                                |          | 林志龍          | 陳家樂、游學修、廖安麗、李楓                                                   |
| 三 月    | 6    | 金剛王：死亡救贖                      |          | 羅永昌          | 釋延能、劉承俊、南賢俊、姜寶成                                                 |
| 三 月    | 13   | 等風來                                |          | 滕華濤          | 井柏然、倪妮、劉雅瑟                                                           |
| 三 月    | 20   | 北京愛情故事                          |          | 陳思誠          | 梁家輝、劉嘉玲、陳思誠、佟丽娅、余男、王学兵、王庆祥                           |
| 三 月    | 20   | 黑色喜劇                              |          | 錢國偉          | 詹瑞文、杜汶澤、王祖藍、童菲、楊思琦、邵音音                                   |
| 三 月    | 27   | KANO                                  |          | 馬志翔          | 永瀨正敏、大澤隆夫                                                             |
| 三 月    | 27   | 盜馬記                                |          | 李志毅          | 陳慧琳、梁家輝、鄭伊健                                                         |
| 四 月    | 3    | 豪情3D                                |          | 李公樂          | 杜汶澤、何超儀、曾國祥                                                         |
| 四 月    | 3    | 十二夜                                |          | Raye            | 紀錄片                                                                         |
| 四 月    | 5    | 未夠秤                                |          | Matthew Torne   | 紀錄片                                                                         |
| 四 月    | 10   | 那夜凌晨，我坐上了旺角開往大埔的紅van |          | 陳果            | 文詠珊、黃又南、任達華、林雪、徐天佑、李尚正、卓韻芝、惠英紅、李璨琛           |
| 四 月    | 10   | 女神愛揀宅                            |          | 賴俊羽          | 陳意涵、陳柏霖、郭書瑤、姜康哲                                                 |
| 四 月    | 10   | 愛．尋．迷                            |          | 陶傑            | Mandy Lieu、羅霖、關楚耀、徐天佑、盛朗熙                                       |
| 四 月    | 10   | 爸爸去哪兒                            |          | 谢涤葵、林妍    | 林志穎、王岳倫、郭濤、郭子睿、田亮、張亮                                       |
| 四 月    | 18   | 魔警                                  |          | 林超賢          | 张家辉、吴彦祖、思漩、廖啟智、林嘉華、安志杰                                   |
| 四 月    | 24   | 完美假妻168                           |          | 劉鎮偉          | 徐若瑄、何炅、王學兵、蔣夢婕                                                   |
| 四 月    | 24   | 整容日記                              |          | 林愛華          | 白百何、鄭中基                                                                 |
| 四 月    | 25   | 3D冰封俠：重生之門                    |          | 羅永昌          | 甄子丹、任達華、王寶強、黃聖依                                                 |
| 五 月    | 1    | 無人區                                |          | 寧浩            | 徐崢、余男、黃渤、多布杰、王雙寶                                               |
| 五 月    | 8    | 香港仔                                |          | 彭浩翔          | 古天樂、楊千嬅、曾志偉、梁詠琪、吳孟達、吳家麗                                 |
| 五 月    | 8    | Delete愛人                            |          | 葉念琛          | 王祖藍、王菀之、許冠文                                                         |
| 五 月    | 15   | 白日焰火                              |          | 刁亦男          | 廖凡、桂綸鎂、王學兵、王景春、餘皚磊、倪景陽                                   |
| 六 月    | 5    | 竊聽風雲3                             |          | 麥兆輝、莊文強  | 古天樂、劉青雲、吳彦祖、周迅、方中信、葉璇                                     |
| 六 月    | 12   | 重生                                  |          | 邱禮濤          | 邵美琪、黃德斌、李逸朗                                                         |
| 六 月    | 12   | 歸來                                  |          | 張藝謀          | 陳道明、鞏俐、张慧雯                                                           |
| 六 月    | 12   | 城市遊戲                              |          | 鲍勃·布朗、張鵬 | 陳妍希、竇驍、金俊浩                                                           |
| 六 月    | 14   | N+N                                   |          | 賴恩慈          | 楊秀卓、簡慧賢、莫昭如、謝至德                                                 |
| 六 月    | 29   | 微交少女[e]                           |          | 翁子光          | 溫碧霞、麥德和、蔚雨芯、李靜儀、許雅婷、何浩文                                 |
| 六 月    | 19   | Z風暴                                 |          | 林德祿          | 古天樂、林家棟、陳靜、盛君、王敏德                                             |
| 六 月    | 19   | 失魂                                  |          | 鍾孟宏          | 王羽、張孝全、陳湘琪、戴立忍                                                   |
| 六 月    | 20   | 不是白痴(限量放映)                    |          | 蔡敬文          | 陳麗雲                                                                         |
| 七 月    | 10   | 盂蘭神功                              |          | 張家輝          | 劉心悠、吳家麗、張家輝                                                         |
| 七 月    | 10   | 看見台灣                              |          | 齊柏林          | 紀錄片                                                                         |
| 七 月    | 17   | 只要一分鐘                            |          | 陳慧翎          | 何潤東、張鈞甯、丁春誠、賴佩霞、仕凌                                           |
| 七 月    | 17   | 催眠大師                              |          | 陳正道          | 徐峥、莫文蔚                                                                   |
| 七 月    | 31   | 白髮魔女傳之明月天國                  |          | 張之亮          | 范冰冰、黃曉明、趙文卓、王學兵、嚴屹寬、李欣汝                                 |
| 八 月    | 1    | 分手100次                             |          | 鄭丹瑞          | 鄭伊健、周秀娜、王菀之                                                         |
| 八 月    | 2    | 澀青298-03[e]                         |          | 梁鴻華          | 廖啟智、馮殷、林紹儀、麥子朗、莫澆彤、林凱婷、方逸琪                           |
| 八 月    | 7    | 閨密                                  |          | 黃真真          | 陳意涵、薛凱琪、楊子姍、余文樂、吳建豪、鍾漢良                                 |
| 八 月    | 15   | 等一個人咖啡                          |          | 江金霖          | 宋芸樺、布魯斯、張立昂、藍心湄、李㼈、賴雅妍、周慧敏                           |
| 八 月    | 21   | 失戀急讓                              |          | 卓韻芝          | 張家輝、鄭秀文、Angelababy、歐豪、卓韻芝、黃子華、胡杏兒                       |
| 八 月    | 28   | 四大名捕大結局                        |          | 陳嘉上、秦小珍  | 鄧超、劉亦菲、鄒兆龍、鄭中基、黃秋生                                           |
| 九 月    | 4    | 恐怖在線                              |          | 杜玉貞          | 張兆輝、周俊偉、李梓展、蔡瀚億、邵音音                                         |
| 九 月    | 4    | 一生一世                              |          | 鄒佡            | 謝霆鋒、高圓圓、秦昊                                                           |
| 九 月    | 11   | 同桌的妳                              |          | 郭帆            | 周冬雨、林更新                                                                 |
| 九 月    | 11   | 大宅男                                |          | 朱延平          | 蕭敬騰、江疏影、張景嵐、吳中天                                                 |
| 九 月    | 18   | 男人唔可以窮                          |          | 鍾澍佳          | 黃宗澤、陳偉霆、謝天華、金剛、鄧麗欣、趙榮、陳嘉桓、洪天明                     |
| 十 月    | 1    | 黃金時代                              |          | 許鞍華          | 湯唯、馮紹峰、袁泉、黃軒                                                       |
| 十 月    | 1    | 唐伯虎衝上雲霄                        |          | 張敏            | 杜汶澤、陳靜、林子聰、何浩文、文凱玲、曹查理、李健仁                           |
| 十 月    | 1    | 麥兜．我和我媽媽                      |          | 謝立文          | 動畫片                                                                         |
| 十 月    | 9    | 軍中樂園                              |          | 钮承泽          | 阮經天、陳意涵、陳建斌、萬茜、王柏傑、苗可麗                                   |
| 十 月    | 16   | 爭氣                                  |          | 楊紫燁          | 紀錄片                                                                         |
| 十 月    | 16   | 後會無期                              |          | 韓寒            | 陈柏霖、冯绍峰、鍾漢良、藍心湄、王珞丹、袁泉、陳喬恩                           |
| 十 月    | 16   | 天師鬥殭屍                            |          | 陳翊恆          | 鄭中基、元彪、伍允龍                                                           |
| 十 月    | 23   | 屍城                                  |          | 錢人豪          | 安志杰、Jessica C.、伍允龍、王敏德                                             |
| 十 月    | 30   | 點對點                                |          | 黃浩然          | 陳豪、蒙亭宜、邵音音                                                           |
| 十 月    | 30   | 第7謊言                               |          | 孔令政          | 鄭中基、何超儀、羅仲謙、林德信、陳嘉寶、許紹雄                                 |
| 十 月    | 30   | 一個人的武林                          |          | 陳德森          | 甄子丹、王寶強、楊采妮、白冰、張藍心、陳偉霆、董瑋、錢嘉樂                     |
| 十 月    | 30   | 心花路放                              |          | 寧浩            | 黄渤、徐崢、袁泉、周冬雨、馬蘇、張儷                                           |
| 十 一 月 | 6    | 大茶飯                                |          | 李保樟          | 黃秋生、蔡卓妍、黃又南、陳惠敏、吳志雄                                         |
| 十 一 月 | 6    | 奇緣灰姑娘                            |          | 許樹寧          | 鄭中基、鄭中基                                                                 |
| 十 一 月 | 9    | 遊                                    |          | 雲翔            | 邵音音、彭罡原、朱曉輝                                                         |
| 十 一 月 | 13   | 單身男女2                             |          | 杜琪峯          | 古天樂、楊千嬅、高圓圓、周渝民、吴彦祖                                         |
| 十 一 月 | 13   | 痞子英雄：黎明再起                    |          | 蔡岳勳          | 趙又廷、林更新、黃渤、張鈞甯、修杰楷、鄒承恩 、關穎                            |
| 十 一 月 | 13   | 死亡派對                              |          | 解航            | 袁詠儀、熊乃瑾、高聖遠、張籽沐                                                 |
| 十 一 月 | 20   | 行動代號：孫中山                      |          | 易智言          | 詹懷雲、魏漢鼎、張孝全、李千娜、洪都拉斯                                       |
| 十 一 月 | 27   | 黃飛鴻之英雄有夢                      |          | 周顯揚          | 洪金宝、井柏然、王珞丹、张晋、彭于晏、Angelababy、梁家輝、王祖藍               |
| 十 二 月 | 4    | 冥婚啟示                              |          | 王明            | 吳君如、詹瑞文、王柏傑                                                         |
| 十 二 月 | 4    | 販賣愛                                |          | 朱家宏          | 陳嘉桓、周柏豪、廖啟智、陳家桓                                                 |
| 十 二 月 | 4    | 青春鬥                                |          | 邱禮濤          | 吳千語、徐正曦、盛君、張楚楚、林德信                                           |
| 十 二 月 | 11   | 凌晨前的五分鐘                        |          | 行定勳          | 三浦春馬、張孝全、劉詩詩                                                       |
| 十 二 月 | 25   | 太平輪：亂世浮生                      |          | 吳宇森          | 章子怡、黃曉明、金城武、宋慧喬、佟大為、長澤雅美                               |